# Эррон, Энди
Энди Франсиско Эррон Агилар (исп. Andy Francisco Herron Aguilar; 3 февраля 1978, Лимон, Коста-Рика) — коста-риканский футболист, нападающий.

## Клубная карьера
Начинал играть футбол в родном Лимоне. Пять лет он выступал за местный клуб «Лимоненсе». За это время он вместе с ним пробился в элиту коста-риканского футбола. Постепенно нападающий стал уверенно проявлять себя и вскоре он пополнил ряды одного из ведущих клубов страны «Эредиано».
Несколько лет Эррон выступал в США. Там он играл за клубы MLS «Чикаго Файр» и «Коламбус Крю». В 2006 году он становился обладателем Открытого кубка США. В 2012 году форвард вернулся в «Эредиано» и стал лучшим бомбардиром чемпионата Коста-Рики. Завершал свою карьеру форвард в американском клубе «Форт-Лодердейл Страйкерс». Позднее он входил в заявку «Атланты Силвербэкс», но на поле в его составе он не появлялся.

## Карьера в сборной
За сборную Коста-Рики Эррон дебютировал в 2002 году. С тех пор он периодически получал вызовы в «тикос». В 2009 году нападающий в составе национальной команды стал бронзовым призёром в Золотом Кубке КОНКАКАФ в США. Всего за сборную Эррон провел 25 игр, в которых забил 10 голов.

## Достижения

### Национальные
- Обладатель Открытого кубка США (1): 2006.

### Международные
- Бронзовый призёр Золотого Кубка КОНКАКАФ (1): 2009.

### Личные
- Лучший бомбардир чемпионата Коста-Рики (1): 2009/10 (вместе с Марио Камачо).